# 2015년 싱가포르 총선
2015년 싱가포르 총선은 전체 89석의 싱가포르 의회의 의원들을 선출하기 위해 2015년 9월 11일에 실시되었다. 총 2,304,331명의 유권자가 선거에 참여해 투표율 93.6%를 기록하였다. 이 선거는 리콴유 전 총리의 사망과 싱가포르 독립 50주년을 맞이하여 현 리셴룽 총리가 여당의 지지율을 높이기 위해 실시된 조기 총선이었다. 당초 야당이 크게 선전할 것으로 예측되었지만, 선거 결과 여당인 인민 행동당이 전체 89석 가운데 83석을 얻어 의석수를 오히려 늘림으로써 여당의 압승으로 끝나게 되었다.

## 참여 정당
2015년 싱가포르 총선에는 다음과 같은 정당들이 후보로 등록하였다.
| 기호 | 정당               |
| 1    | 인민행동당         |
| 2    | 노동당             |
| 3    | 인민당             |
| 4    | 민주당             |
| 5    | 전국 연대 파티     |
| 6    | 싱가포르 민주 동맹 |
| 7    | 개혁당             |
| 8    | 싱가포르 최초      |
| 9    | 인민 전력당        |
| ---- | ------------------ |

## 선거 결과
| 정당               | 의석 수 |
| ------------------ | ------- |
| 인민행동당         | 83석    |
| 노동당             | 6석     |
| 인민당             | 0석     |
| 민주당             | 0석     |
| 전국 연대 파티     | 0석     |
| 싱가포르 민주 동맹 | 0석     |
| 개혁당             | 0석     |
| 싱가포르 최초      | 0석     |
| 인민 전력당        | 0석     |
| 무소속             | 0석     |
| 합계               | 89석    |